# Is It Like Today?
Is It Like Today? is een nummer van de Britse band World Party uit 1993. Het is de eerste single van hun derde studioalbum Bang!
Het nummer deed het goed in het Verenigd Koninkrijk, waar het de 19e positie behaalde. Verder werden de hitlijsten gehaald in Duitsland en Nederland. In Nederland haalde de plaat de 11e positie in de Tipparade.